# Эрекция

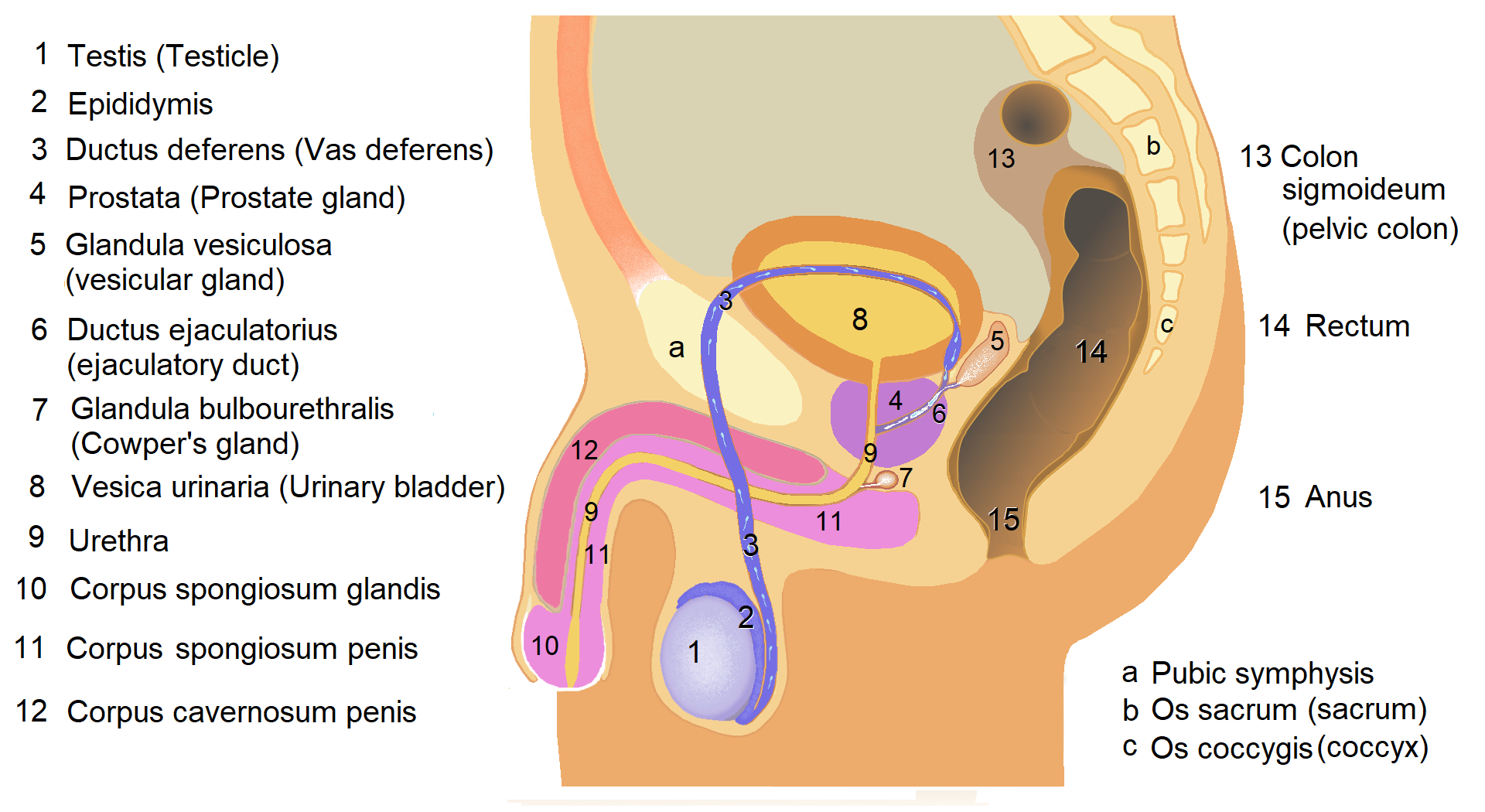
Строение мужских половых органов. Половой член слева свисает в спокойном состоянии, головка прикрыта крайней плотью

Схема пути эякуляции (зелёной линией). Половой член (слева розовым) эрегирован, головка (слева красным) обнажена

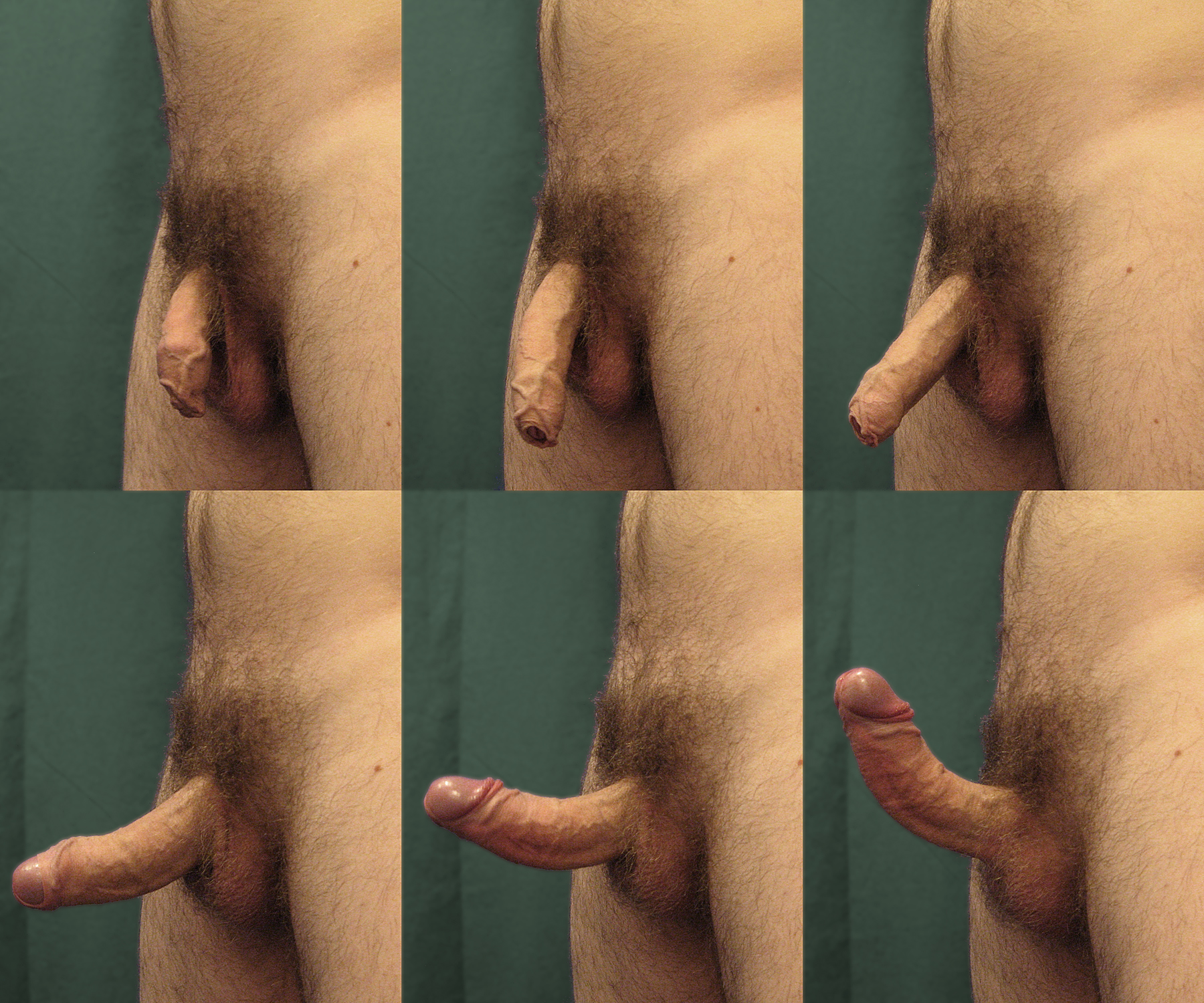
Процесс эрекции

Эре́кция (от лат. erectio «выпрямление, увеличение») — увеличение объёма полового члена и его отвердение в результате наполнения кровью полостей пещеристых тел. Данный термин также используется и по отношению к женским половым органам, находящимся в состоянии полового возбуждения. Явление эрекции присуще млекопитающим, крокодилам, черепахам и некоторым видам птиц: во всех случаях эрекция представляет собой комплексный нейроваскулярный процесс — она происходит благодаря сосудистым и нейрогенным механизмам. В частности, эрекция может возникать благодаря рефлекторным механизмам или благодаря определённым психогенным реакциям. Для человека, в отличие от других животных, большое значение для эрекции имеет вторая сигнальная система. Она провоцирует эрекцию без физического воздействия на эрогенные зоны или демонстрации возбуждающего объекта, а только лишь при воспроизведении в сознании образа такого объекта.
Эрекция бывает как у мужчин, так и у женщин. На практике эрекцией называют увеличение полового члена у мужчин, набухание клитора и половых губ у женщин вследствие наполнения пещеристых тел кровью. Состояние, в котором увеличиваются в размерах соски, называют эрекцией сосков.

## История и терминология

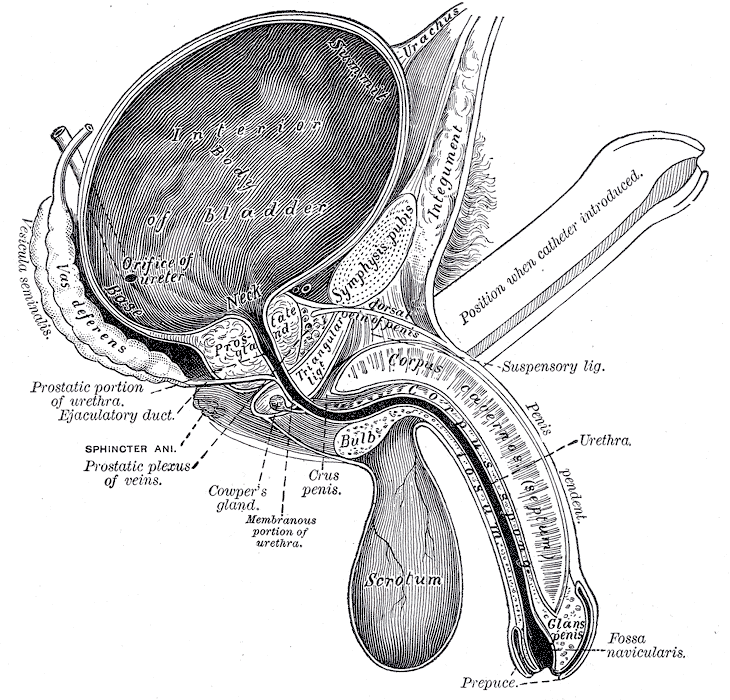
Мочеполовая система мужчины: обычное положение полового члена; вид члена со введённым катетером. Иллюстрация из классического учебника Генри Грея «Анатомия» (20-е американское издание, 1918)

Термин «эрекция» происходит от лат. erigere, что означает «ставить прямо», «поднимать». Первые упоминания об эрекции и описание физиологических процессов, которые приводят к её появлению и развитию, встречаются в египетских папирусах, датированных 2000 годом до нашей эры. Одним из самых простых объяснений этого явления была теория притока к члену некой субстанции. Первые упоминания о влиянии нервных систем на эрекцию относятся к временам Галена. До XV века считалось, что эрекция является следствием заполнения полового члена воздухом. Леонардо да Винчи впервые отметил тот факт, что эрекция является результатом заполнения полового члена кровью. Последователем да Винчи стал французский учёный Амбруаз Паре, составивший в 1585 году подробное описание анатомии полового члена и физиологии эрекции. В дальнейшем был длительный период ряда открытий в области анатомии и физиологии эрекции. Ренье де Грааф в 1677 году описал феномен возникновения эрекции после введения воды во внутренние подвздошные артерии у трупа. В 1899 году учёные указали на то, что венозная окклюзия является ведущим фактором в поддержании эрекции.
Эрекция может возникать благодаря рефлекторным механизмам даже без сексуального влечения и возбуждения. Рефлекторная природа эрекции была доказана П. Браше в 1839 году путём механического раздражения члена у собаки с перерезанным спинным мозгом. В 1852 году сформулировал идею о ведущей роли релаксации артерий и гладкомышечных элементов кавернозной ткани, приводящей к увеличению артериального притока и уменьшению венозного оттока. Период перечисленных открытий был подытожен в работах Г. Конти в 1952 году.

## Причины
Эрекция может возникать как спонтанно, так и в результате какого-либо рефлекса или психогенной реакции. Эрекция, которая возникает при прикосновении к пенису, называется рефлекторной, эрекция, возникающая в результате эротических стимулов — психогенной, а эрекция возникающая после применения препаратов — фармакогенной. Спонтанная эрекция возникает без участия сознания, в основном она происходит во время сна. При нормальной сексуальной активности взаимодействуют рефлекторный и психогенный механизмы эрекции, изучение больных с параличами нижних конечностей свидетельствуют о возможности независимого действия этих двух механизмов.

### Спонтанная эрекция
Спонтанная эрекция возникает в основном без участия сознания, часто она происходит во время сна. Появление спонтанной, непроизвольной эрекции — нормальное явление, она появляется у людей разного возраста и происходит даже до рождения ребёнка, в период внутриутробного развития. В течение первых минут после родов у многих новорожденных мальчиков наблюдают эрекцию. Точно так же у новорождённых девочек в течение первых суток возможны увлажнение влагалища и эрекция клитора. Спонтанная эрекция в общественных местах почти всегда приводит подростка в смущение, вызывая растерянность или беспокойство.
Эрекция может регулярно возникать во время сна. У мужчины во сне бывает по 5—6 эрекций за ночь, у женщин же во время сна происходят аналогичные эпизоды увлажнения влагалища. В период полового созревания спонтанные эрекции встречаются гораздо чаще. Неконтролируемые эрекции имеют большое значение, когда половой член находится в спокойном состоянии — он практически лишён новой артериальной крови, которая наполняет его во время эрекции. При отсутствии эрекции в тканях полового члена начинается гипоксия, или недостаток кислорода, доставкой которого занимается артериальная кровь. Причиной спонтанной эрекции, которая часто происходит у мужчин по утрам, могут служить различные интроцептивные раздражения, например, переполнение семенных пузырьков, мочевого пузыря, прямой кишки.

### Рефлекторная эрекция
Рефлекторная эрекция возникает из-за реакции на прикосновение к половым органам. Раздражители непосредственно воздействуют на нервные окончания половых органов, по нервам ощущения передаются в спинной мозг. Подобные реакции носят автоматический характер.
Рефлекторная эрекция управляется периферическими нервами и центрами, локализующимися в нижней части спинного мозга. При появлении рефлекторной эрекции происходит выделение оксида азота, что, в свою очередь, ведёт к расслаблению стенок сосудов в пещеристых телах полового члена. Таким образом, полости пещеристых тел заполняются кровью, и возникает эрекция. Для развития эрекции также необходим достаточный уровень тестостерона в крови. Высокое значение рефлекторная эрекция имеет при ослаблении потенции, например, в пожилом возрасте, когда возникают трудности с психогенной эрекцией, и становится необходимым переключение на рефлекторные реакции.

### Психогенная эрекция
Психогенная эрекция управляется лимбической системой мозга. Такая эрекция может вызываться мыслями сексуального характера, или раздражением органов чувств, которые человек воспринимает как сексуальные. Существуют различные раздражители, приводящие нервные центры мозга в состояние возбуждения:
- слуховые раздражители: возбуждающая речь, музыка, дыхание;
- обоняние: запах духов, кожи, волос;
- вкусовые раздражители: вкус слюны, еды, выделений половых органов;
- осязание: прикосновение тела, поглаживания, массаж;
- воображение: мечты, фантазии, воспоминания;
- зрительные раздражители: вид обнажённого тела[33][19].

Указанные психогенные раздражители могут вызывать эрекцию и сексуальное поведение как у людей, так и у животных. Эрекция у животных возникает во время гона как реакция на какие-либо раздражители, носящие сексуальный характер для каждого конкретного животного. Возникновение эрекции психогенного характера свойственно для людей, для которых, в отличие от других животных, большое значение имеет вторая сигнальная система. Она провоцирует эрекцию без физического воздействия на эрогенные зоны или демонстрации возбуждающего объекта, а только лишь при воспроизведении образа такового в сознании. У мужских особей Homo sapiens сексуальное возбуждение зависит не только от наличествующих стимулов (зрительных образов и тактильных ощущений, запахов), но и от фантазий, генерируемых воспоминаниями, представлениями и мечтами. Женщины реагируют на психическое воздействие в меньшей степени, чем мужчины. Вид обнажённых женских гениталий в основном возбуждает мужчин, а вид обнажённых половых органов мужчин у большого количества женщин не вызывает реакций сексуального характера.

## Физиология

### У животных

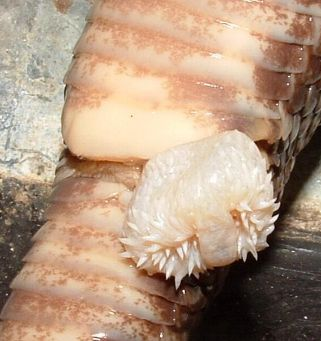
Гемипенис змеи Crotalus adamanteus

Половой член животных, так же, как и человеческий, принадлежащий одновременно мочевыделительной системе и репродуктивной системе. Строение полового члена у животных довольно разнообразное. У черепах, крокодилов и некоторых птиц пенис непарный, представляет собой похожее на жёлоб утолщение вентральной стенки клоаки. Под жёлобом находится фиброзное тело и скопление кавернозной ткани, при набухании которой желобок превращается в трубку. Сросшиеся посредине трубки рептилий образуют половой член яйцеродных, который в спокойном состоянии прячется в кармане брюшной стенки. Пенисы крокодилов и черепах имеют, как правило, цилиндрическую форму, с парой широких соединительных мышц по бокам. Наличие губчатой ткани позволяет наполнять их пенисы кровью. Мышцы, позволяющие выпячивать пенис из клоаки, дополнительно поддерживают эрекцию. У самок крокодила клитор устроен аналогичным образом, только имеет меньший размер, во время эрекции он может на несколько миллиметров выступать из клоаки. Эрекция полового члена наиболее часто возникает во время брачного сезона. У ящериц, змей и двуходок есть специфический внешний детородный орган, который называется гемипенис (лат. Hemipenis). Эрекция у них происходит в 2 этапа: мышцы выворачивают наружу тело гемипениса, и уже затем он наполняется кровью и лимфой, из-за чего он ещё сильнее выворачивается из клоаки и набухает. После спаривания гемипенис втягивается обратно в хвост в исходное положение.
У живородящих вследствие редукции заднего отдела клоаки половой член размещается снаружи. У сумчатых, грызунов и насекомоядных он обращён верхушкой назад. Аналогично обращён член у слонов, даманов, носорогов и тапиров в спокойном состоянии, но при эрекции у этих животных он поворачивается вперёд. Положение члена верхушкой вперёд у плацентарных вызвано развитием промежности. Постепенно у ряда животных развились пещеристые тела члена. У сумчатых, китообразных, хищников, ластоногих, грызунов, рукокрылых, полуобезьян и некоторых обезьян в конечной части пениса имеется непарная кость — бакулюм, которая способствует эрекции и проникновению члена во влагалище. Также, в соответствии с двумя влагалищами самок, пенис сумчатых часто бывает раздвоен, причём каждая половина имеет свою ветвь мочеполового канала.
У большинства птиц отсутствует пенис, однако у некоторых бескилевых, таких как утки, лебеди, гуси, фламинго, страусы, он всё же есть. Относительно вышеперечисленных птиц известно, что у них эрекция происходит путём нагнетания в пенис лимфы, а не крови, как у млекопитающих. Первые упоминания о том, что у страусов есть пенис, появились примерно в 1836 году, и только в 1923 году учёные определили, что пенис у этих птиц насыщается не кровью, а лимфой. Птичьи пенисы, скорее всего, гомологичны с пенисами рептилий. Фаллосы бескилевых имеют фиксированную часть, которая крепится к задней кишке, и свободную часть, которая составляет тело полового члена. Тело полового члена в бескилевых состоит из трёх основных компонентов: пары волокнистых тел, которые начинаются в фиксированной части полового члена, основной эластичной ткани и семявыводящего канала. Пенисы страусов искривлены в левую сторону из-за асимметрии в размере волокнистых тел. Во время копуляции и дефекации половой член выступает из нижней части проктодеум, где он обычно находится в спокойном состоянии. Выдвижение полового члена достигается за счёт действия мышц. Во время эрекции пенис водоплавающих птиц остаётся гибким.

### Женская физиология

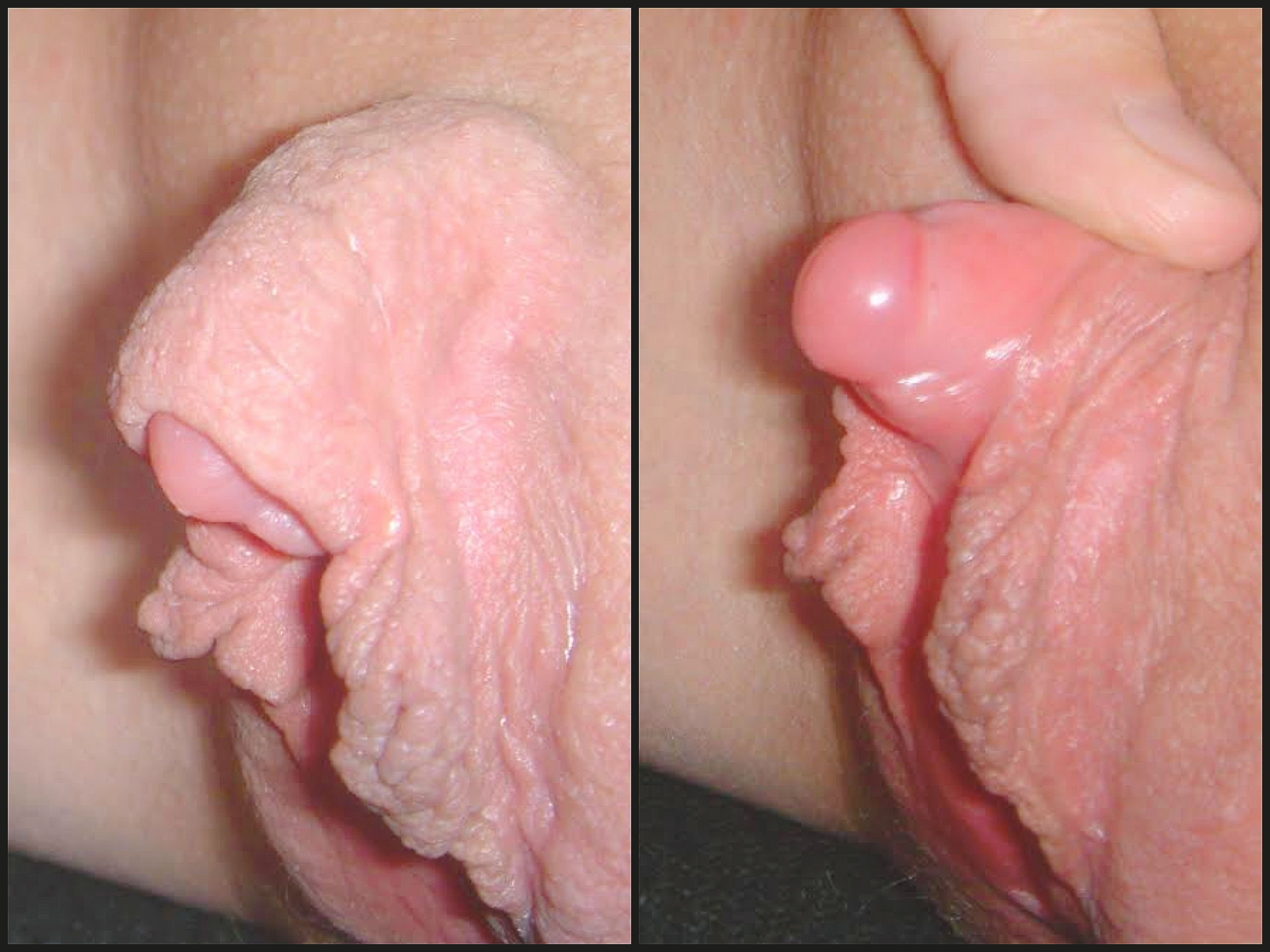
Эрекция гипертрофированного клитора, находящегося в состоянии возбуждения, аналогичная эрекции мужского полового члена. Головка на конце пещеристых тел набухает и обнажается, капюшон сдвигается назад, открываю доступ к головке для стимуляции

Весь половой канал женщины, включая матку, переполняется кровью, стенки влагалища значительно увеличиваются в объёме. Увеличивается в своих размерах и клитор, но вследствие малой величины бывает почти незаметным. При половом возбуждении, а также в фазе овуляции наблюдается повышение эректильности соска и его чувствительности. Эрекция соска обусловлена сокращением мышечных волокон, находящихся внутри него, и, в отличие от эрекции клитора, не связана с кровообращением. Во время эрекции при сильном половом возбуждении у мужчины из уретры, а у женщины на вульве появляются тягучие слизистые выделения. Своей щелочной реакцией они создают в уретре мужчины благоприятные условия для жизнедеятельности спермиев, делая же скользкой слизистую канала, облегчают выведение семени. У мужчин во время эрекции может выделяться предэякулят.

### Мужская физиология
Эрекция полового члена является комплексным нейроваскулярным процессом, включающим взаимодействие различных систем:
- нервной системы➤
- гладкой мускулатуры артерий и трабекул полового члена➤[11][12].

#### Анатомические предпосылки

Схема строения полового члена: 1 — мочевой пузырь, 2 — лобковая кость, 3 — простата, 4 — пещеристые тела, 5 — головка, 6 — крайняя плоть, 7 — мочеиспускательный канал, 8 — мошонка, 9 — яичко, 10 — придаток яичка, 11 — семявыносящий проток

Половой член — один из наружных органов мочеполовой системы, то есть принадлежащий одновременно мочевыделительной и репродуктивной системам. Служит для выведения мочи, соития и семяизвержения. Во время эрекции пещеристые и губчатые тела наполняются кровью. Кровоснабжение полового члена осуществляется через глубокую и дорсальную артерии полового члена, которые являются ветвями внутренней половой артерии. Чувствительным нервом является дорсальный нерв полового члена (ветвь срамного нерва). Симпатические нервы идут из нижних подчревных сплетений, а парасимпатические — из тазовых внутренностных нервов. В эрекции участвуют луковично-губчатая мышца, которая охватывает луковицу и заднюю часть губчатого тела, и седалищно-пещеристая мышца, которая при сокращении прижимает корень пещеристого тела к кости, выпрямляет половой член, пережимает его тыльные вены. В спокойном состоянии гладкие мышцы пениса позволяют лишь небольшой артериальный кровоток. Мышцы расслабленного пениса находятся в умеренном состоянии сокращения, о чём свидетельствует их сокращение в холоде или при использовании определённых медицинских препаратов.

#### Гемодинамические аспекты
В основе эрекции лежит сосудистый рефлекс, в результате которого происходит наполнение кровью полового члена, увеличение его объёма и повышение температуры. Механизм эрекции состоит в том, что нервные импульсы, возникающие при половом возбуждении, вызывают расширение и расслабление тонуса стенок артерий полового члена и усиленный приток артериальной крови. Кровоток через пещеристые тела увеличивается в 8—10 раз. В эрекции принимают участие седалищно-кавернозная и луковично-кавернозная мышцы, которые сжимают член у его основания. Вследствие этого отток крови тормозится, кавернозные пространства члена наполняются кровью и набухают, что и вызывает эрекцию. Пещеристые тела члена напрягаются сильнее, чем кавернозная ткань уретры и головки, это создаёт условия для прохождения спермы через уретру.
Кровообращение в члене во время эрекции не полностью прекращается, а всего лишь замедляется. Вместе с пещеристыми телами немного набухает и семенной бугорок, сдавливая оба отверстия семявыбрасывающих протоков. В это время несколько суживается простатическая часть уретры и резко сжимается внутренний пузырный сфинктер, переграждая сообщение мочеиспускательного канала с полостью мочевого пузыря. Благодаря этому часть канала, лежащая впереди от отверстий семявыбрасывающих протоков, преграждает течение мочи и становится проходимой только для спермы.
У уток, лебедей, гусей, фламинго во время эрекции пенисы наполняются не кровью, а лимфой.
Помимо эрекции, кожные складки мошонки при возбуждении начинают разглаживаться, а яички несколько подтягиваются к телу. К концу фазы возбуждения размеры яичек немного увеличиваются. Эрекция сосков при сексуальном возбуждении наблюдается не у всех мужчин.

#### Нейрофизиологические аспекты
Эрекция может формироваться как вследствие рефлекса на уровне спинного мозга, так и при участии коры головного мозга. Эрекция, возникающая как рефлекс на уровне спинного мозга, обычно вызывается раздражением нервных окончаний головки полового члена. Волокна дорсального нерва формируют афферентный проводящий путь для рефлекторного типа эрекции. Относительно точное место локализации центра эрекции до настоящего времени не было определено. В 1999 году учёные с помощью позитронно-эмиссионной томографии выяснили, что во время эрекции, вызванной благодаря зрительным сексуальным возбудителям, были задействованы обе височные доли коры больших полушарий головного мозга, правая нижняя часть лобной коры, островок головного мозга, передняя часть левой теменной доли и прочие части мозга.
С нейрофизиологической точки зрения в механизме эрекции участвуют три периферических механизма:
- парасимпатический «сосудистый механизм»
- симпатический «тормозной механизм»
- соматомоторный «мышечный механизм».

Основной функцией автономной нервной системы (парасимпатического и симпатического отделов) является регуляция тонуса гладкой мускулатуры артериол и трабекул полового члена. Соматомоторный «мышечный механизм» предусматривает активизацию поперечнополосатой мускулатуры, бульбокавернозных и ишиокавернозных мышц через промежностный половой нерв. В регуляции всей половой функции и эрекции в частности участвуют кора и подкорковые образования головного мозга, половые центры спинного мозга. Все половые центры связаны между собой, находятся во взаимодействии и соподчинении, образуют единую систему. Так же в эрекции участвуют стероидные гормоны гонады. Головной мозг богат рецепторами, которые контролируют гениталии, и гениталии влияют на мозг посредством продуцируемых ими гормонов.
Эксперименты позволили установить, что высшие нервные центры эрекции, которые расположены на уровне височных долей, лимбической системы и гипоталамуса, находится под гормональным контролем. Серотонин тормозит половую активность, а дофамин её стимулирует. Воздействие андрогенов на эрекцию остаётся спорным, у мужчин с низким уровнем тестостерона в крови количество ночных эрекций уменьшается. Таким образом напрашивается вывод, что эрекция не зависит от содержания андрогенов, недостаток которых воздействует скорее на центральную нервную систему, чем на сам механизм эрекции. Часть волокон пещеристых нервов полового члена не являются ни адренергическими, ни холинергическими, медиатором в них служит оксид азота (NO).

#### Молекулярные аспекты
Сексуальная стимуляция приводит к высвобождению нейромедиаторов, в первую очередь оксида азота. Далее идёт цепная реакция — под действием оксида азота вырабатывается циклический гуанозинмонофосфат (цГМФ). Основным эффектом цГМФ является расслабление гладкой мускулатуры, расширение сосудов и повышенное кровенаполнение полового члена. В норме у здорового мужчины цГМФ преобразовывается в гуанозинмонофосфат (ГМФ), что сопровождается расслаблением полового члена.
Выделяющийся в качестве нейромедиатора NO проникает через мембраны гладкомышечных клеток и активирует в них гуанилатциклазу, приводя к усиленному образованию циклического гуанозинмонофосфата (цГМФ). Из-за серии биохимических преобразований изменяется проницаемость кальциевых и калиевых каналов. Внутри гладкомышечных клеток возрастает концентрация калия и снижается концентрация кальция. Гладкомышечные клетки расслабляются. Растяжение артерий потоком крови эндотелиальных клеток, выстилающих трабекулы пещеристых тел, приводит к усиленному выделению из этих клеток NO. В этом случае NO выступает в качестве локального гормона. Паракринный эффект, возникающий посредством молекулярных механизмов, дополнительно расслабляет гладкую мускулатуру трабекул пещеристых тел, а также сами артерии. Это и обеспечивает достижение максимальной эрекции.
Кроме оксида азота, в эрекции участвует множество различных биологически активных субстанций — медиаторов и модуляторов, которые обеспечивают или регулируют процесс эрекции на центральном и периферическом уровнях. Основное влияние на возникновение, нарастание и поддержание эрекции принадлежит усиленной выработке NO. Участие в регуляции эректильной функции также принимают адренергические, и холинергические компоненты автономной нервной системы. Стимуляция окончаний М2,3-холинергических нервов, а также атипичных (Рз) адренорецепторов, блокада а2-адренорецепторов, вызванные модуляцией тонуса в ЦНС или локальными механизмами за счёт увеличения продукции цГМФ, способствуют расслаблению гладких мышц каверной ткани.

## Стадии и фазы

### У мужчин
Во время появления эрекции половой член увеличивается в объёме и становится твёрдым, после окончания эрекции принимает свои обычные размеры. Процесс возникновения эрекции может быть разделён на различные фазы. Все нижеописанные стадии происходят в пещеристых телах, но аналогичные изменения имеют место и в губчатом теле полового члена, включая головку.
Вследствие различного рода стимуляций происходит расслабление кавернозной гладкой мускулатуры (артерий и пещеристых тел), потом происходит расширение сосудистых пространств. Одновременно возрастает сопротивление венозному оттоку и возрастание артериального кровотока. Комбинация этих факторов с нерастяжимостью белочной оболочки поднимает интракавернозное давление до уровня среднего артериального давления и собственно вызывает эрекцию. Сокращение мышц таза поднимает внутрикавернозное давление выше систолического, что увеличивает ригидность полового члена.
| Стадии                  | Фазы                          | Описание |
| ----------------------- | ----------------------------- | --- |
| Отсутствие эрекции      | Фаза расслабленного состояния | В этом состоянии преобладает симпатический тонус, терминальные артериолы и кавернозные мышечные структуры сокращены. Минимальный кровоток через кавернозные артерии выполняет только трофическую функцию. |
| Возбуждение (набухание) | Латентная фаза                | Перед эрекцией происходит расслабление гладкой мускулатуры артерий и пещеристых тел. Это ведёт к падению сосудистого сопротивления и быстрому притоку крови в пещеристые пространства. Этот период связан с наивысшим за всё время эрекции возрастанием кровотока. В этой фазе наблюдаются только незначительное удлинение и увеличение полноты полового члена, но внутрикавернозное давление остаётся прежним. |
| Возбуждение (набухание) | Фаза тумесценции              | Происходит повышение кровяного притока. Отмечается быстрое повышение внутрикавернозного давления. Обусловленная релаксацией трабекулярных гладких мышц податливость каверн усиливается, вызывая наполнение кровью полового члена и эрекцию. Продолжающийся приток крови и расширение синусоидальных пространств придавливают венозные сплетения, что уменьшает отток крови через эмиссарные вены и ещё сильнее увеличивает интракавернозное давление.                                                                  |
| Плато                   | Фаза полной эрекции           | Фаза полной эрекции достигается при уравнивании интракавернозного и среднего систолического давления. Снижается отток крови и повышается внутрикавернозное давление. Венозный кровоток несколько выше, чем в фазе расслабленного состояния. Артериальный приток по внутренней пудендальной артерии ниже, чем в фазе наполнения, но выше, чем в латентной фазе. В этот период давление остаётся постоянным, свидетельствуя, что артериальный приток уменьшился по сравнению с фазой набухания и равен венозному оттоку. |
| Плато                   | Скелетная или ригидная фаза   | Внутрикавернозное давление повышается выше систолического. В этой стадии кровоток по кавернозной артерии отсутствует. Эта фаза наступает естественно во время полового сношения или мастурбации, а её продолжительность ограничена мышечной утомляемостью, которая устраняет риск ишемии тканей. |
| Оргазм                  | Переходная фаза               | Повышение симпатической активности ведёт к восстановлению тонуса гелициновых артерий и трабекулярных гладких мышц. Артериальный кровоток снижается до низкого уровня. Венокклюзивный механизм всё ещё активный. |
| Рефрактерный период     | Фаза начальной детумесценции  | Эрекция ослабляется после семяизвержения и последующего оттока крови из полового члена. Проходит умеренное падение внутрикавернозного давления, свидетельствующее об открытии каналов венозного оттока и снижении артериального притока. |
| Рефрактерный период     | Фаза детумесценции            | Кровообращение в половых органах возвращается к обычному типу — падает внутрикавернозное давление, дезактивируется венокклюзивный механизм. |

### У женщин
В состоянии покоя стенки влагалища почти плотно прилегают друг к другу, оставляя лишь небольшую щель. При половом возбуждении влагалище удлиняется и расширяется, шейка и тело матки оттягивается вверх и назад. С точки зрения динамики эрекции выделяют фазу возбуждения, фазу плато, фазу оргазма, фазу обратного развития (фаза разрешения).
Аналогично фазам и этапам возникновения эрекции у мужчин, в фазе возбуждения у женщин усиливается прилив крови к половым органам. Малые губы увеличиваются в объёме в 2—3 раза, меняя цвет из бледно-розового до ярко-красного. Набухает клитор, увеличиваясь в полтора-два раза и становясь более плотным. Набухает влагалище из-за наполнения сосудов кровью, мышцы сокращаются, и оно становится более узким, что способствует более плотному соприкосновению с пенисом во время полового акта. При сексуальном возбуждении половые органы женщины становятся влажными, влагалище покрывается смазкой, облегчающей скольжение полового члена. Смазка образуется за счёт выделения слизи железами, а также за счёт выпотевания жидкости из вен влагалища.

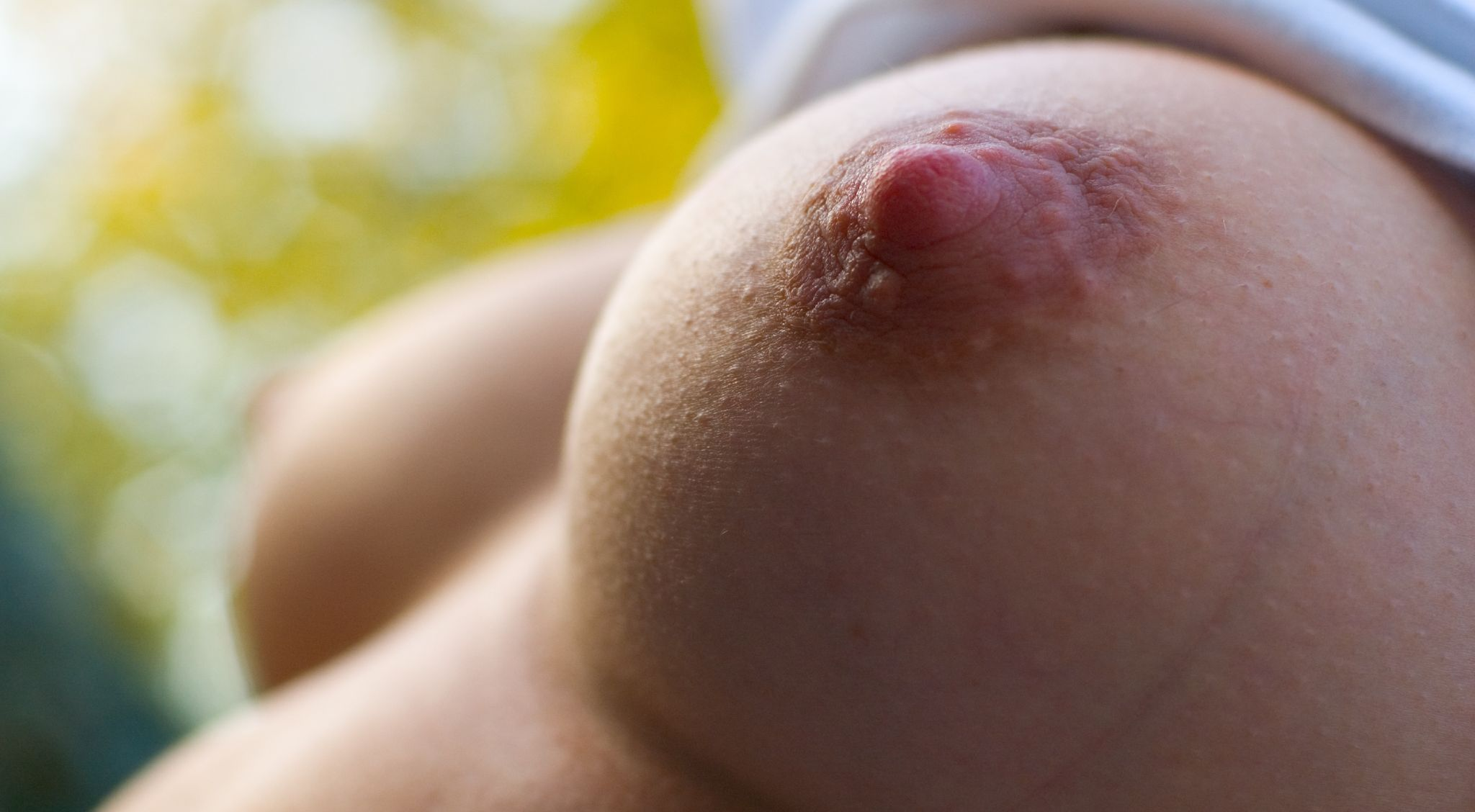
Женский сосок в эрегированном состоянии

При нарастании возбуждения и достижении высокого уровня происходит плато-фаза, которая схожа с аналогичной фазой у мужчин. В этой фазе происходит приспособление влагалища к размерам члена мужчины. Передняя треть влагалища наполняется венозной кровью и сужается на 50 % по сравнению с предыдущей фазой. Мышцы передней трети влагалища у сильно возбуждённой женщины перед наступлением оргазма плотно охватывают пенис — это называется оргастической манжеткой. Этим обеспечивается сильная стимуляция нервных окончаний у обоих партнёров.
В этой фазе происходит увеличение объёма молочных желез и эрекция сосков — они удлиняются на 1 сантиметр и увеличиваются в диаметре на 0,25—0,5 сантиметра. Эрекция сосков может возникнуть во время кормления грудью, являться следствием полового возбуждения, или в ответ на охлаждение тела. После оргазма наступает рефрактерный период, вызывающий отток крови из половых органов, кровообращение в половых органах возвращается к обычному типу.

## Характеристики эрекции полового члена
| Угол (°) | Процент населения (%) |
| -------- | --------------------- |
| 0—30     | 5                     |
| 30—60    | 30                    |
| 60—85    | 31                    |
| 85—95    | 10                    |
| 95—120   | 20                    |
| 120—180  | 5                     |

Различные животные имеют различные формы половых членов, которые в случае эрекции имеют различный прирост в ширину и длину, угол подъёма, период рефракции, выносливость и так далее. Каждая отдельная характеристика эрекции зависит от вида животного, возраста и прочих различных факторов.
Прирост в длину
Прирост в длину — показатель, который указывает на изменение длины полового члена относительно состояния покоя. Например, у мужчин с небольшим членом его объём при эрекции увеличивается сильнее, чем у мужчин, у которых неэрегированный член крупнее.
Период рефракции
Период рефракции — отрезок времени между эякуляцией и началом следующей эрекции. Продолжительность рефрактерного периода даже у одного мужчины в разное время может сильно изменяться, составляя от нескольких минут до многих часов. Период рефракции увеличивается по мере старения мужчины. У различных животных рефрактерный период различный, например пара львов совокупляется от 20 до 40 раз в день.
Угол подъёма
Угол подъёма определяется по тому, насколько высоко поднимается половой член. У мужчин максимальный угол подъёма в двадцатилетнем возрасте и начинает заметно снижаться после пятидесяти лет. У мужчин с длинным, тяжёлым пенисом его угол подъёма, как правило, не будет превышать 90 градусов.
Выносливость
Выносливость определяется временем между началом эрекции и эякуляцией. В зависимости от различных факторов, у мужчин эрекция может длиться различное время. Одним из эффектов, наблюдаемых при изучении эрекции, является тенденция снижения уровня возбуждения и повышения длительности эрекции при предъявлении одного и того же стимула.
- Упругость: определяется, сколько граммов массы необходимо для того, чтобы преодолеть сопротивление ствола полового члена.
- Прирост в толщину: увеличение полового члена в объёме на уровне венчика и у основания[98].

## Медицинские проблемы
| Причина                                    | Патофизиология                                                                          |
| ------------------------------------------ | --------------------------------------------------------------------------------------- |
| Нейрогенная                                | Разорванные нервные волокна, отсутствие нервных импульсов.                              |
| Психогенная                                | Потеря либидо.                                                                          |
| Гормональная                               | Потеря либидо, нарушение выработки оксида азота.                                        |
| Васкулогенная (артериальная и кавернозная) | Нарушение венозной окклюзии, недостаточный приток артериальной крови.                   |
| Лекарственно-индуцированная                | Подавленное либидо или индуцирование сосудистой недостаточности различными препаратами. |
| Системные заболевания                      | Многофакторные нервные и сосудистые дисфункции.                                         |

Импотенция (Эректильная дисфункция) у мужчин в основном выражена нарушением эрекции, расстройством половой функции, в результате которого не увеличивается объём полового члена, нет его полного отвердения и выпрямления, а также поддержания эрекции полового члена на время, достаточное для совершения полового акта в полном объёме. Эректильная дисфункция может возникнуть по ряду причин — как психологических, так и физиологических. Обычно эректильная дисфункция не является самостоятельным заболеванием, а существует и развивается как сопутствующее. Так, нарушение эрекции может возникать при эндокринных расстройствах, быть связанным с различными урологическими заболеваниями, поражениями расположенных в коре головного мозга центров регуляции половых функций. Было подсчитано, что от 10 до 19 % случаев эректильной дисфункции имеют нейрогенное происхождение. Также выделяют первичную, вторичную и селективную эректильную дисфункцию. При первичной эректильной дисфункции мужчина не может достичь эрекции, а при вторичной это нарушение бывает периодическим. При селективной эректильной дисфункции мужчина при одних обстоятельствах достигает эрекции, а при других — нет.

### Приапизм и клиторизм
Приапизм — патология, которая заключается в длительной, обычно болезненной эрекции у мужчин, не связанной с половым возбуждением. Название термина происходит от имени древнегреческого бога плодородия Приапа, половой член которого всегда находился в эрегированном состоянии. Эрекция при приапизме отличается от обычной тем, что она не связана с половым возбуждением, кровью заполняются только пещеристые (кавернозные) тела полового члена, а головка остаётся мягкой. Страдающий приапизмом человек не может избавиться от эрекции с помощью полового акта или мастурбации.
Клиторизм — явление, аналогичное приапизму у мужчин, патология заключается в том, что клитор находится в эрегированном состоянии продолжительное время по несвязанным с половым возбуждением причинам. Клиторизм может иметь и другие симптомы помимо увеличения клитора. Клиторизм является чрезвычайно редким заболеванием, и вызывается оно в основном приёмом различных лекарств.

## Комментарии
1. ↑  Некоторые ящерицы после сбрасывания хвоста теряли свой гемипенис.
2. ↑  Этим и объясняется невозможность мочеиспускания при напряжённом половом члене.
3. ↑  Данный термин применяется для описания гормонов, которые секретируются эндокринными железами и влияют на функцию расположенных вблизи от них клеток и практически не переносятся кровью или лимфой от места их секреции.
4. ↑  В течение рефрактерного периода может сохраняться частичная или полная эрекция.
5. ↑  Такую классификацию причин эректильной дисфункции рекомендует Международное сообщество исследований импотенции.